# Благоя Корубин
Благоя Ташков Корубин (на македонска литературна норма: Благоја Ташков Корубин) е югославски партизанин, деец на комунистическата съпротива във Вардарска Македония, впоследствие филолог и преводач.

## Биография
Роден е на 1 март 1921 г. в град Прилеп. Завършва основно училище и гимназия в родния си град. Става член на литературен отдел в гимназията и пише първата си проза на сръбски език „Живот в Прилеп и околността“ (1937/1938). Член е на група за кандидати за СКМЮ, където Борка Талески говори за македонския национален въпрос. През 1939 г. става член на СКМЮ, а от юни 1940 и на ЮКП. Скоро след това става член на МК на СКМЮ в Прилеп. След Илинденската демонстрация в Прилеп през 1940 г. заминава да учи в Скопие в педагогическа група към Философския факултет. Там създава група от 15-18 членове на ЮКП и СКМЮ.
След окупацията на Югославия от Германия става партизанин в Прилепския партизански отряд „Гоце Делчев“. Скоро след това е арестуван и осъден. Лежи в Скопския затвор от 14 май 1941 до май 1943 и от юни 1943 до септември 1944 г. От май до юни 1943 г. лежи в затвора в Хасково. Там пише „Песен на скопските затворници“. В затвора се среща с Лазар Колишевски, който създава партийно ръководство в затвора, а Корубин отговаря за културно-забавната част.
След войната работи в Прилеп. През 1946 г. става директор към издателство „Култура“. Между 1946 и 1953 г. е ръководител на Отдела за печат на Института за здравна просвета на Социалистическа република Македония. През 1947 г. печели награда за разказа „Първите излизат“. След резолюцията на Информбюрото е репресиран. Завършва през 1952 г. Философския факултет в групата за македонски език. През януари 1953 г. става асистент в Отдела за език на Института за фолклор. В периода 1965-1985 г. е ръководител на Отдела за съвременен език. Пенсионира се през 1986 г.